# And so it goes (album van Don Williams)
And so it goes is een muziekalbum van Don Williams uit 2012.
De countryzanger kwam met het album nadat hij rond acht jaar geen origineel werk meer had uitgebracht. Het album bleek in 2014 zijn terugkeer in de muziek te hebben aangekondigd, omdat hij toen met de opvolger Reflections kwam.
Met And so it goes koos hij voor een ander label, Sugar Hill Records genaamd. Williams produceerde het als vanouds met Garth Fundis. Er staan geen nummers meer van Bob McDill op. Wel leverde het een debuut op zijn albums op van zijn zoon Tim als songwriter, in het geval van de titelsong And so it goes als laatste nummer van het album.

## Hitlijsten
| Hitlijsten (2012)  | Piekpositie |
| ------------------ | ----------- |
| Top Country Albums | 20          |
| Billboard 200      | 100         |

## Nummers
| Nummer | Naam                                               | Duur | Schrijver                                    |
| ------ | -------------------------------------------------- | ---- | -------------------------------------------- |
| 1      | Better than today                                  | 3:06 | Leslie Satcher en Jeff Stevens               |
| 2      | Heart of hearts                                    | 3:32 | Al Anderson, Stephen Bruton en Sharon Vaughn |
| 3      | She's with me                                      | 3:39 | Don Williams en Tim Williams                 |
| 4      | I just come here for the music (met Alison Krauss) | 3:56 | Doug Gill, John Ramey en Bobby Taylor        |
| 5      | Infinity                                           | 4:20 | Anthony Smith                                |
| 6      | What if it worked like that                        | 2:53 | Ronnie Bowman, Lynn Hutton, Jason Sellers    |
| 7      | She's a natural                                    | 3:19 | Rick Bowles en Rob Crosby                    |
| 8      | Imagine that (duet met Keith Urban)                | 3:12 | Kieran Kane en Jamie O'Hara                  |
| 9      | First fool in line                                 | 3:45 | Byron Hill en Tammi Kidd                     |
| 10     | And so it goes                                     | 3:57 | Mike Noble, Don Williams en Tim Williams     |